# Schrittdiagramm

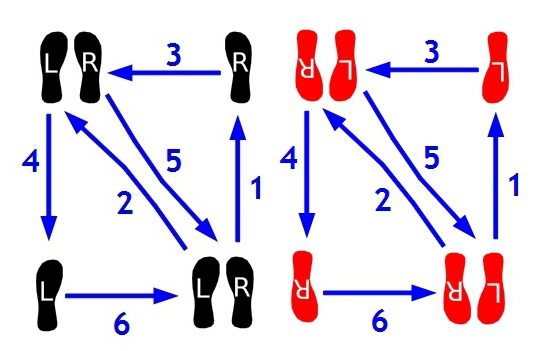
Schrittdiagramm für langsamen Walzer

Ein Schrittdiagramm ist die graphische Notation der Schritte eines Tanzes. 
Es besteht aus stilisierten Fußabdrücken, die mit Pfeilen verbunden sind und häufig auch mit entsprechenden Kürzeln zur Kennzeichnung des linken und rechten Fußes versehen sind, um die Lesbarkeit zu erleichtern. Neben den Pfeilen befinden sich Nummern, welche die Reihenfolge der auszuführenden Bewegung abgeben.
Für Paartänze sind, da beide Tänzer in der Regel andere Bewegungen ausführen, meist zwei Schrittdiagramme nötig.
Schrittdiagramme sind oft in Lehrbüchern für Gesellschaftstanz zu finden. Mit Schrittdiagrammen können nur die Abläufe der Fußbewegungen dargestellt werden, was ihre Anwendung beim Showtanz limitiert.

## Beispiele

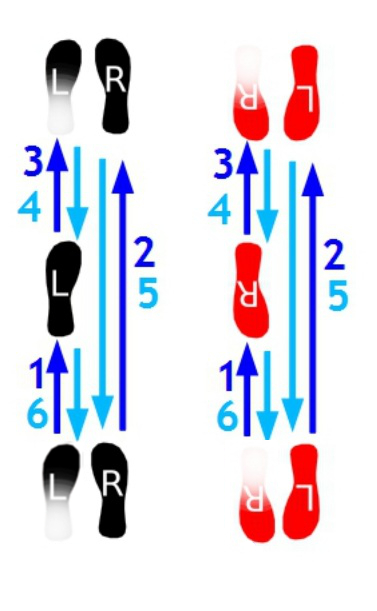
Discofox
Rumba
Tango
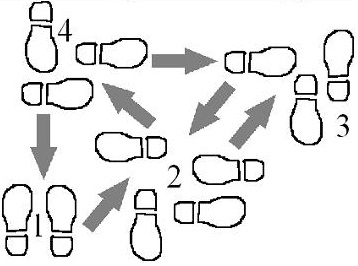
Pogo